# Ana Dana Beroš
Ana Dana Beroš née à Zagreb, le 16 octobre 1979, est une architecte, documentariste, commissaire d'expositions, activiste croate. Elle défend une approche transdisciplinaire de l'architecture.

## Biographie
Elle est diplômée avec distinction de la Faculté d'architecture de Zagreb en 2007.
Pendant ses études d'architecture, elle fonde ARCHIsquad avec d'autres étudiants. ARCHIsquad développe une architecte engagée en prise ave la société contemporaine. ARCHIsquad fonctionne comme une plateforme ouverte, s'attachant à des projets qui rapproche l'architecture des gens ordinaires ou encore aide les personnes à aménager leur espace de vie et de travail à moindre coût. Les membres du collectif offrent leurs services bénévolement comme lors tremblements de terre qui frappent Zagreb et sa région en 2020.
Elle initie également les plateformes numériques Think Space et Future Architecture qui sont destinées à la recherche spatiale et qui confrontent  théorie architecturale et conception expérimentale.
Elle dirige le département création du bureau d'architecture Dva Plus, notamment une reconnaissance spéciale au concours Shinkenchiku du jury de Jun Aoki au Japon, en 2009.
Elle participe à la rédaction du magazine Oris. Elle est l'auteure de l'émission Točka na A de HRT, consacrée à l'architecture croate contemporaine, et contributrice à l'émission primée de radio Hrvatski Réalité de l'espace.
Pour Camera Austria, elle est commissaire d'expositions, pour Zero point of Meaning, à Graz en 2013 et Archives, Re-Assemblances, and Surveys, à la galerie Klovićevi dvori, à Zagreb en 2014. L'exposition à Graz présente la photographie expérimentale croate. L'exposition à Zagreb présente la photographie contemporaine autrichienne.
En 2012, son projet Intermundia, traitant des migrations trans et intra européennes, est finaliste du Wheelwright Prize décerné par la Harvard Graduate School of Design. Il obtient une mention spéciale à la XIVe Biennale d’architecture de Venise, organisée par Rem Koolhaas en 2014.
De 2015 à 2017, elle est commissaire d'exposition pour le projet ACTOPOLIS. Il s'agit d'un laboratoire de recherche artistique transnational à l'initiative de l'Institut Goethe à Athènes.
De 2017 à 2019, elle est vice-présidente de l'Association des architectes croates.
En 2019, elle est en résidence à Folkestone, ville portuaire sur la Manche. Elle s'intéresse aux infrastructures militaires de la ville, au paysage frontalier, au tension liée aux migrations. Elle développe un projet, Landing Mirrors, qui relie les personnes vivant de chaque côté de la Manche. Elle a fait la même recherche côté français.
En 2020, elle est candidate sur la liste de la coalition de la gauche verte pour les élections nationales et a participé au projet EPK Rijeka. La même année, elle commence à travailler sur un film documentaire sur le célèbre architecte et urbaniste Anta Rožić.
Elle est lauréate du prix régional BIG SEE Visionary, en 2021.
De 2023 à 2027, elle est chercheuse à l’Institut d’art contemporain à Graz, contribuant au projet de recherche artistique Komuna Maro. Elle est également l’une des architectes à l’origine de la reconstruction post-séisme de la maison Striegl de Sisak et de son exposition muséale (im)permanente en Croatie (2023-2027).

## Commissariat d'expositions
- avec Adrian Lahoud, Competitive Hypothesis, Storefront for Art and Architecture, New York, en 2013
- Zero Point of Meaning, Kunsthaus Graz, Graz, 2013[15]
- Archives, Re-Assemblances, and Surveys, galerie Klovićevi dvori, Zagreb, 2014[16]
- Actopolis, Zagreb, 2016

## Prix et distinctions
- prix du mérite au concours Shinkenchiku au Japon, décerné par Jun Aoki, 2009.
- mention spéciale, Biennale de Venise, 2014[17]
- prix BIG SEE Visionary, 2021[1]